# Porphyrinia violetta
Porphyrinia violetta là một loài bướm đêm trong họ Noctuidae.